# Buckcherry
Buckcherry est un groupe américain de hard rock, originaire de Los Angeles en Californie. Formé en 1995, son premier album, Buckcherry, sort en 1999 et son deuxième, Time Bomb, sort en 2001. La formation se dissout ensuite en 2002. 
En 2005, Josh Todd (chanteur) et Keith Nelson (guitariste) décident de reformer un groupe en utilisant le nom de leur ancienne formation, Buckcherry. En avril 2006, ils sortent un nouvel album, 15. Suivent Black Butterfly en 2008 et All Night Long en 2010.

## Historique

### Débuts (1995–1999)
Buckcherry, dont le nom provient d'un jeu de lettres avec le nom de l'artiste Chuck Berry, est formé lorsque le chanteur Josh Todd rencontre le guitariste Keith Nelson via un tatoueur commun. Ils décident de faire un groupe de musique après avoir découvert une passion en commun, la musique de la formation AC/DC. Le duo fait quelques démos avant que le bassiste Jonathan Brightman et le batteur Devon Glenn ne les rejoignent. Buckcherry commence à faire des prestations sur la scène des clubs d'Hollywood. Leur côté « old school rock 'n' roll » leur permet de recevoir un bon accueil des fans de musique rock. 
Buckcherry signe avec Dreamworks Records quelque temps plus tard. Le groupe sort son premier album éponyme en 1999, album qui est bien accueilli par la critique et certifié Or aux États-Unis. Trois succès font les charts de rock moderne : Lit Up, Check Your Head et For the Movie.

### Succès commercial (1999–2002)
Après avoir rajouté un second guitariste nommé Yogi à la formation, Buckcherry se met à tourner sans arrêt afin de promouvoir leur album. En 2000, Buckcherry rentre en studio afin d'enregistrer leur second album, qui sort en 2001, Time Bomb. Cet album n'est pas autant acclamé par la critique que le premier et aucune des chansons n'atteignit les charts. Cependant, les fans de la formation apprécient l'album dont les chansons combinent la rage du début mais avec une meilleure production et une meilleure écriture, en particulier sur le single Ridin', la ballade You et la chanson Porno Star.
Au printemps 2000, Buckcherry fait les premières parties pour la formation AC/DC. Au mois d'août 2001, Brightman quitte la formation. Yogi et Glenn quittent également dans le même mois. Todd et Nelson planifient toutefois de poursuivre l'aventure Buckcherry et continuent l'écriture du troisième album. En juillet 2002, Todd quitte le groupe annonçant ainsi la fin pour Buckcherry.

### Autres projets (2002–2005)
Josh Todd et Keith Nelson performeront ensemble avec les anciens membres de Guns N' Roses, Slash, Duff McKagan, et Matt Sorum (également de The Cult) au concert hommage à Randy Castillo. Il y a par la suite des spéculations que Josh Todd serait le chanteur du « projet » qu'était en train de monter Slash, McKagan et Sorum. Todd passe plusieurs mois en studio et complète quelque dix chansons avant d'être mis à l'écart du « projet » par Slash. Le « projet » devient par la suite Velvet Revolver et le chanteur était Scott Weiland. Nelson se fait attribuer un crédit d'écriture de la chanson de Velvet Revolver, Dirty Little Thing. 
En 2003, Josh Todd en partenariat avec Todd Meagher, créa TODD Entertainment, LLC et sort l'album You Made Me. Ce partenariat fut à l'origine de ce qui est appelé un « 360 deal », c'est-à-dire dans l'industrie de la musique lorsque les artistes possèdent une partie de l'entreprise qui développent, produit et distribue leurs musiques. 

### Retour (2005–2009)
En 2005, Josh Todd reforme Buckcherry avec Keith Nelson et les nouveaux membres Stevie D. d'Automatic Black, Jimmy Ashhurst, et Xavier Muriel. En 2006, le groupe publie l'album 15 qui est bien accueilli. Il fait revivre le groupe avec des succès comme Crazy Bitch, Sorry, Everything et Next 2 You. En juin 2007, selon Blabbermouth.net, un nouvel album serait en préparation. En décembre 2007, l'album 15 est certifié disque de platine. Le 15 avril 2008, Buckcherry annonce sa venue au Crüe Fest de Mötley Crüe, aux côtés de Papa Roach, Sixx:A.M., et Trapt. La tournée commence le 1er juillet 2008, à West Palm Beach, en Floride.
Le 16 septembre 2008, le groupe publie son quatrième album, Black Butterfly, qui atteint le top 200.

### All Night LongetConfessions(2010–2013)

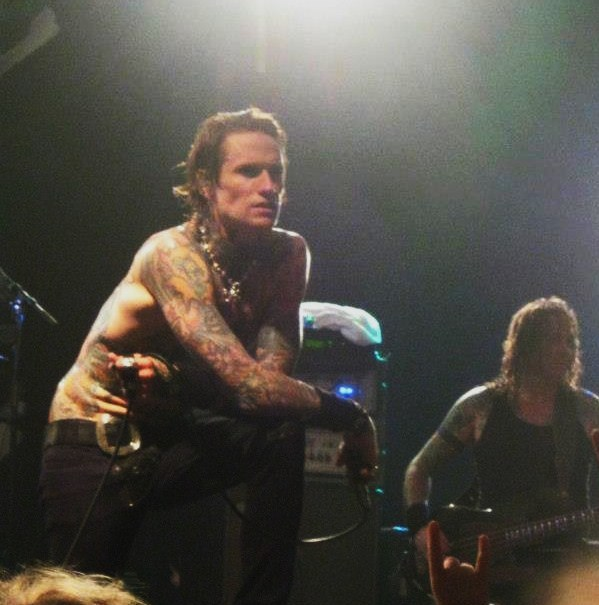
Live à Cologne en 2013.

Le 22 février 2010, Buckcherry est annoncé au Rocklahoma 2010 de Pryor, en Oklahoma. Le bassiste Jimmy Ashhurst est l'un des personnages de l'ouvrage Sex Tips from Rock Stars de Paul Miles, publié par  Omnibus Press en juillet 2010.
Buckcherry sort leur cinquième album, All Night Long, le 3 août 2010. L'album est mixé par Mike Fraser. Le premier single de l'album, All Night Long, est à l'origine prévu pour le 3 mai, mais repoussé au 24 mai. Entre le 19 janvier et le 18 mars 2011, Buckcherry tourne avec Hellyeah et All That Remains au Jägermeister Music Tour.
En juin 2011, selon Keith Nelson, le groupe écrit son nouvel album. Le groupe contribue au morceau Wherever I Go pour la bande son du film Avengers Assemble.
Leur sixième album, Confessions, est publié le 19 février 2013,. Le groupe annonce aussi un mini-film qui s'accompagnera de l'album. Le premier single de Confessions, Gluttony, est publié en streaming le 7 décembre 2012.

### Rock 'n' Roll(depuis 2014)
Ils prennent part au VampPark Fest le 19 février 2015, animé par Vamps au Nippon Budokan. Leur septième album, Rock 'n' Roll, est publié le 21 août 2015.
En mai 2017, le groupe annonce le départ du guitariste Keith Nelson et du batteur Xavier Muriel.

## Membres

### Membres actuels
- Josh Todd – chant (1995–2002, depuis 2005)
- Stevie D. – guitare rythmique, chœurs (depuis 2002)
- Kelly LeMieux – basse (depuis 2013)
- Kevin Roentgen – guitare solo, chœurs (depuis 2017)
- Sean Winchester – batterie (depuis 2017)

### Anciens membres
- Jonathan Brightman - basse (1995-2002)
- Devon Glenn - batterie (1995-2002)
- Yogi - guitare (1999-2002)
- Jimmy Ashhurst - basse (2005-2013)
- Keith Nelson - guitare (1995-2002, 2005-2017)
- Xavier Muriel - batterie, (2005-2017)

## Discographie

### Albums studio
- 1999 : Buckcherry
- 2001 : Time Bomb
- 2006 : 15
- 2008 : Black Butterfly
- 2010 : All Night Long
- 2013 : Confessions
- 2015 : Rock 'n' Roll
- 2019 : Warpaint
- 2021 :  Hellbound
- 2023 : vol. 10